# Aciotis asplundii
Aciotis asplundii es una especie de planta de flores perteneciente a la familia  Melastomataceae. Es endémica de Ecuador. Su hábitat natural son las montañas húmedas subtropicales o tropicales. 
Es una planta herbácea o subarbusto de la que se conocen cuatro poblaciones en la cara este de los Andes. La colección Pastaza fue recogida cerca de Mera, en el valle del Río Pastaza. La colección  Morona-Santiago está cerca de Bomboiza, en el valle del Río Zamora.  No se han visto desde hace 33 años. No está confirmado que se encuentren dentro de áreas protegidas de Ecuador en el Parque nacional Sangay. Considerada "Rara" por el IUCN en 1997 (Walter and Gillett 1998). 

## Fuente
- Cotton, E. & Pitman, N. 2004.  Aciotis asplundii.   2006 IUCN Red List of Threatened Species.  Bajado el 20-08-07.